# Lijst van spelers van VVV-Venlo (vrouwen)
Dit is een lijst van voetballers die minimaal één officiële wedstrijd hebben gespeeld in het eerste elftal van de Nederlandse voormalig vrouwenvoetbalclub VVV-Venlo.

## A
- Colette van Aalst (A, 2010–2012, 14W, 1D)

## B
- Ellen van Bergen (A, 2010–2011, 2W, 0D)
- Lieke de Bever (A, 2010–2011, 4W, 0D)
- Cindy Burger (M, 2011–2012, 10W, 1D)

## C
- Bibi Cox (A, 2010–2012, 19W, 1D)

## D
- Daniëlle van de Donk (A, 2011–2012, 18W, 8D)

## E
- Kika van Es (V, 2010–2012, 37W, 4D)
- Melissa Evers (A, 2010–2012, 32W, 1D)
- Maran van Erp (V, 2011–2012, 18W, 4D)

## G
- Celeste van der Groef (V, 2010–2012, 9W, 0D)

## H
- Ilse Hennen (V, 2010–2011, 5W, 0D)
- Marlies Hindriks (M, 2011–2012, 9W, 1D)

## K
- Renée Kersten (V, 2010–2012, 23W, 0D)
- Shirley Kocacinar (A, 2010–2011, 13W, 2D)
- Tamara Koonings (V, 2010–2011, 2W, 0D)
- Marlou Kelleners (V, 2011–2012, 10W, 0D)
- Jeslynn Kuijpers (V, 2011–2012, 17W, 6D)

## L
- Vanity Lewerissa (M, 2010–2011, 18W, 6D)
- Kristin Lundanes Jonvik (V, 2010–2011, 3W, 0D)
- Michelle van der Laan (V, 2010–2012, 19W, 0D)
- Glenda van Lieshout (A, 2010–2012, 3W, 0D)

## M
- Lieke Martens (M, 2010–2011, 20W, 9D)
- Manoe Meulen (V, 2011–2012, 18W, 0D)
- Myrthe Moorrees (M, 2011–2012, 12W, 2D)

## O
- Lenie Onzia (A, 2010–2011, 21W, 4D)

## P
- Djarmelza van Putten (M, 2010–2011, 19W, 1D)
- Marlou Peeters (M, 2011–2012, 3W, 1D)

## R
- Dianne Reemers (D, 2010–2011, 6W, 0D)
- Judith Rouwenhorst (M, 2010–2012, 5W, 1D)

## S
- Christa Stuart (M, 2010–2011, 8W, 1D)
- Maxime Scheepers (V, 2010–2012, 28W, 1D)
- Aniek Schepens (M, 2010–2012, 29W, 1D)
- Sandra Swinkels (D, 2010–2012, 18W, 0D)

## T
- Sabrina Theissen (D, 2011–2012, 2W, 0D)

## V
- Michel Vrenken (V, 2010–2012, 7W, 0D)

## W
- Mauri van de Wetering (A, 2011–2012, 18W, 5D)
- Veerle Willekens (D, 2011–2012, 15W, 0D)

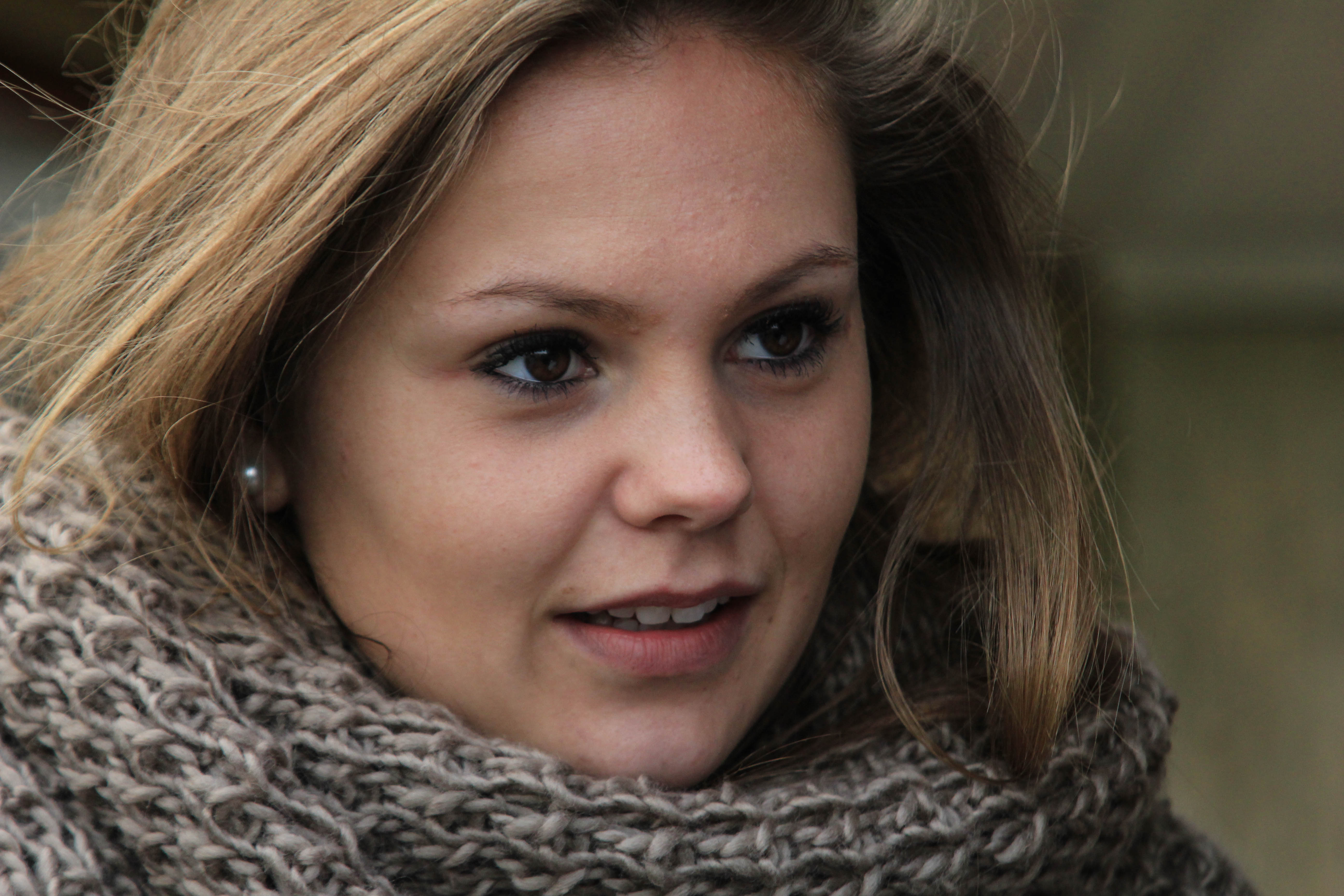
Lieke Martens
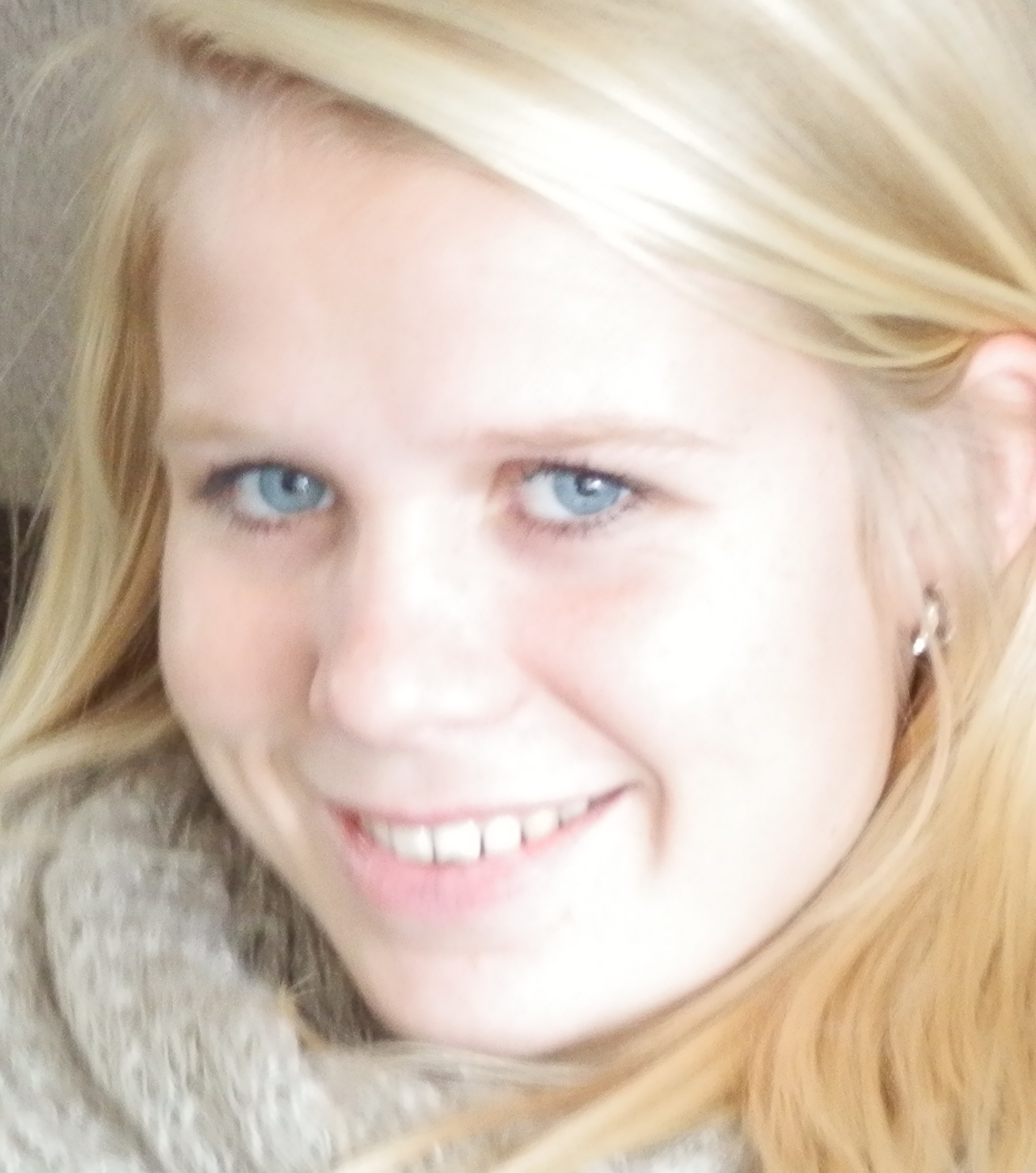
Kika van Es

## Statistieken
| Nationaliteiten    | Nationaliteiten | Nationaliteiten    | Nationaliteiten    | Nationaliteiten | Nationaliteiten |
| Vlag van Nederland | Vlag van België | Vlag van Duitsland | Vlag van Noorwegen | Totaal          | Percentage      |
| ------------------ | --------------- | ------------------ | ------------------ | --------------- | --------------- |
| 33                 | 2               | 1                  | 1                  | 37              | 89,19%          |